# ノスタルジア (中島愛の曲)
「ノスタルジア」は、中島愛の2枚目のシングル。2009年3月11日にflying DOGから発売された。

## 解説
愛の劇場の最終作となった、『愛の劇場 最終シリーズ 大好き!五つ子』主題歌。PVは、YouTubeで投稿募集した一般からの動画を一部編集して作られ、YouTubeで公開された。初回盤には、まめりあるTVと題して、イベントのメイキング映像と「天使になりたい」のPVが収録されている。 

## 収録曲
1. ノスタルジア [4:20]
作詞：春行、作曲：重永亮介、編曲：川口圭太
  - TBS系テレビドラマ『愛の劇場 最終シリーズ 大好き!五つ子』主題歌。
2. Shining on [4:54]
作詞：加藤哉子、作曲：重永亮介、編曲：宮下浩司
3. 天使の絵の具 [4:03]
作詞：飯島真理、作曲：飯島真理、編曲：桜井康史
  - 『超時空要塞マクロス 愛・おぼえていますか』のエンディング曲「天使の絵の具」のカバー。「ランカ・リー=中島愛」に歌ってほしいマクロス楽曲の募集で5000通を超える応募の中で1位を獲得し、本シングルに収録されることとなった[2]。
4. ノスタルジア（Piano Ver.）
作曲：重永亮介、編曲：灰野一平
5. ノスタルジア（instrumental）
作曲：重永亮介、編曲：川口圭太

## 収録アルバム
| 曲名         | 収録アルバム   | 発売日       |
| ------------ | -------------- | ------------ |
| ノスタルジア | 『I love you』 | 2010年6月9日 |
| Shining on   | 『I love you』 | 2010年6月9日 |